# Mã số điện thoại quốc tế
Mã số điện thoại quốc tế, còn gọi là Mã số điện thoại di động, là những con số đầu tiên phải truy cập khi gọi điện thoại vào một quốc gia. Mỗi quốc gia đều có một mã số để gọi ra ngoài nó và một mã số để gọi đến.
Quốc tế phê chuẩn mã 00 là tiêu chuẩn để gọi ra ngoài mỗi quốc gia. Mã này được chấp nhận ở phần lớn quốc gia trên thế giới tuy rằng không phải tất cả. Mã số điện thoại gọi đến của mỗi quốc gia thường được gọi tắt là Mã số điện thoại quốc gia hay mã số điện thoại vì được đặc định riêng.

Phân phối trên toàn thế giới mã gọi quốc gia được tô màu bằng chữ số đầu tiên

Các số điện thoại quốc tế thường được viết với dấu cộng (+) ở phía trước rồi đến mã số điện thoại quốc gia. Ví dụ: một số điện thoại ở Việt Nam sẽ được viết như sau +84 1 234 5678; để gọi từ nước ngoài về số điện thoại này, bấm 00 84 1 234 5678; gọi trong Việt Nam, bấm: 0 1 234 5678.
|   | 0 | 1 | 2 | 3 | 4 | 5 | 6 | 7 | 8 | 9 |
| - | --- | --- | --- | --- | --- | --- | --- | --- | --- | --- |
| 1 | +1: Kế hoạch đánh số điện thoại ở Bắc Mỹ CA, Hoa Kỳ, AG, AI, AS, BB, BM, BS, DM, DO, GD, GU, JM, KN, KY, LC, MP, MS, PR, SX, TC, TT, VC, VG, VI | +1: Kế hoạch đánh số điện thoại ở Bắc Mỹ CA, Hoa Kỳ, AG, AI, AS, BB, BM, BS, DM, DO, GD, GU, JM, KN, KY, LC, MP, MS, PR, SX, TC, TT, VC, VG, VI | +1: Kế hoạch đánh số điện thoại ở Bắc Mỹ CA, Hoa Kỳ, AG, AI, AS, BB, BM, BS, DM, DO, GD, GU, JM, KN, KY, LC, MP, MS, PR, SX, TC, TT, VC, VG, VI | +1: Kế hoạch đánh số điện thoại ở Bắc Mỹ CA, Hoa Kỳ, AG, AI, AS, BB, BM, BS, DM, DO, GD, GU, JM, KN, KY, LC, MP, MS, PR, SX, TC, TT, VC, VG, VI | +1: Kế hoạch đánh số điện thoại ở Bắc Mỹ CA, Hoa Kỳ, AG, AI, AS, BB, BM, BS, DM, DO, GD, GU, JM, KN, KY, LC, MP, MS, PR, SX, TC, TT, VC, VG, VI | +1: Kế hoạch đánh số điện thoại ở Bắc Mỹ CA, Hoa Kỳ, AG, AI, AS, BB, BM, BS, DM, DO, GD, GU, JM, KN, KY, LC, MP, MS, PR, SX, TC, TT, VC, VG, VI | +1: Kế hoạch đánh số điện thoại ở Bắc Mỹ CA, Hoa Kỳ, AG, AI, AS, BB, BM, BS, DM, DO, GD, GU, JM, KN, KY, LC, MP, MS, PR, SX, TC, TT, VC, VG, VI | +1: Kế hoạch đánh số điện thoại ở Bắc Mỹ CA, Hoa Kỳ, AG, AI, AS, BB, BM, BS, DM, DO, GD, GU, JM, KN, KY, LC, MP, MS, PR, SX, TC, TT, VC, VG, VI | +1: Kế hoạch đánh số điện thoại ở Bắc Mỹ CA, Hoa Kỳ, AG, AI, AS, BB, BM, BS, DM, DO, GD, GU, JM, KN, KY, LC, MP, MS, PR, SX, TC, TT, VC, VG, VI | +1: Kế hoạch đánh số điện thoại ở Bắc Mỹ CA, Hoa Kỳ, AG, AI, AS, BB, BM, BS, DM, DO, GD, GU, JM, KN, KY, LC, MP, MS, PR, SX, TC, TT, VC, VG, VI |
| 1 | | | +1 242: BS +1 246: BB +1 264: AI +1 268: AG +1 284: VG                                                                                          | +1 340: VI +1 345: KY | +1 441: BM +1 473: GD | | +1 649: TC +1 664: MS +1 670: MP +1 671: GU +1 684: AS                                                                                          | +48 389991615: SX +1 758: LC +1 767: DM +1 784: VC +1 787: PR                                                                                   | +1 809: DO +1 829: DO +1 849: DO +1 868: TT +1 869: KN +1 876: JM                                                                               | +1 939: PR |
| 2 | +20: EG | +210: -- +211: SS +212: MA, EH +213: DZ +214: -- +215: -- +216: TN +217: -- +218: LY +219: --                                                   | +220: GM +221: SN +222: MR +223: ML +224: GN +225: CI +226: BF +227: NE +228: TG +229: BJ                                                       | +230: MU +231: LR +232: SL +233: GH +234: NG +235: TD +236: CF +237: CM +238: CV +239: ST                                                       | +240: GQ +241: GA +242: CG +243: CD +244: AO +245: GW +246: IO +247: AC +248: SC +249: SD                                                       | +250: RW +251: ET +252: SO, QS +253: DJ +254: KE +255: TZ +256: UG +257: BI +258: MZ +259: --                                                   | +260: ZM +261: MG +262: RE, YT +263: ZW +264: NA +265: MW +266: LS +267: BW +268: SZ +269: KM                                                   | +27: ZA | +28: -- | +290: SH, TA +291: ER +292: -- +293: -- +294: -- +295: -- +296: -- +297: AW +298: FO +299: GL                                                   |
| 3 | +30: GR | +31: NL | +32: BE | +33: FR | +34: ES | +350: GI +351: PT +352: LU +353: IE +354: IS +355: AL +356: MT +357: CY +358: FI, AX +359: BG                                                   | +36: HU | +370: LT +371: LV +372: EE +373: MD +374: AM, QN +375: BY +376: AD +377: MC +378: SM +379: VA                                                   | +380: UA +381: RS +382: ME +383: -- +384: -- +385: HR +386: SI +387: BA +388: EU +389: MK                                                       | +39: IT, VA |
| 4 | +40: RO | +41: CH | +420: CZ +421: SK +422: -- +423: LI +424: -- +425: -- +426: -- +427: -- +428: -- +429: --                                                       | +43: AT | +44: GB/UK, GG, IM, JE | +45: DK | +46: SE | +47: NO, SJ | +48: PL | +49: DE |
| 5 | +500: FK +501: BZ +502: GT +503: SV +504: HN +505: NI +506: CR +507: PA +508: PM +509: HT                                                       | +51: PE | +52: MX | +53: CU | +54: AR | +55: BR | +56: CL | +57: CO | +58: VE | +590: GP, BL, MF +591: BO +592: GY +593: EC +594: GF +595: PY +596: MQ +597: SR +598: UY +599: BQ, CW                                           |
| 6 | +60: MY | +61: AU, CX, CC | +62: ID | +63: PH | +64: NZ | +65: SG | +66: TH | +670: TL +671: -- +672: NF, AQ +673: BN +674: NR +675: PG +676: TO +677: SB +678: VU +679: FJ                                                   | +680: PW +681: WF +682: CK +683: NU +684: -- +685: WS +686: KI +687: NC +688: TV +689: PF                                                       | +690: TK +691: FM +692: MH +693: -- +694: -- +695: -- +696: -- +697: -- +698: -- +699: --                                                       |
| 7 | +7: RU, KZ | +7: RU, KZ | +7: RU, KZ | +7: RU, KZ | +7: RU, KZ | +7: RU, KZ | +7: RU, KZ | +7: RU, KZ | +7: RU, KZ | +7: RU, KZ |
| 7 | | | | +73: RU | +74: RU | | +76: KZ | +77: KZ | +78: RU | +7 840/940: Abkhazia |
| 8 | +800: XT +801: -- +802: -- +803: -- +804: -- +805: -- +806: -- +807: -- +808: XS +809: --                                                       | +81: JP | +82: KR | +83: -- | +84: VN | +850: KP +851: -- +852: HK +853: MO +854: -- +855: KH +856: LA +857: -- +858: -- +859: --                                                       | +86: CN | +870: XN +871: -- +872: -- +873: -- +874: -- +875: -- +876: -- +877: -- +878: XP +879: --                                                       | +880: BD +881: XG +882: XV +883: XV +884: -- +885: -- +886: TW +887: -- +888: XD +889: --                                                       | +89: -- |
| 9 | +90: TR, QY | +91: IN | +92: PK | +93: AF | +94: LK | +95: MM | +960: MV +961: LB +84927516789+962: JO +963: SY +964: IQ +965: KW +966: SA +967: YE +968: OM +969: --                                           | +970: PS +971: AE +972: IL +973: BH +974: QA +975: BT +976: MN +977: NP +978: -- +979: XR                                                       | +98: IR | +990: -- +991: XC +992: TJ +993: TM +994: AZ +995: GE +996: KG +997: -- +998: UZ +999: --                                                       |

## Sắp xếp theo mã
| Mã quốc gia | Quốc gia, mục đích sử dụng                        | Năm ra mắt                                        | Ghi chú |
| Vùng 1: Kế hoạch đánh số điện thoại Bắc Mỹ (NANP)                                                                                  | Vùng 1: Kế hoạch đánh số điện thoại Bắc Mỹ (NANP) | Vùng 1: Kế hoạch đánh số điện thoại Bắc Mỹ (NANP) | Vùng 1: Kế hoạch đánh số điện thoại Bắc Mỹ (NANP) |
| --- | ------------------------------------------------- | ------------------------------------------------- | --- |
| |                                                   |                                                   | |
| Vùng 2: Chủ yếu là Châu Phi |                                                   |                                                   | |
| (nhưng cũng bao gồm những vùng lãnh thổ nằm ngoài Châu Phi, như Aruba, Quần đảo Faroe, Greenland, Lãnh thổ Ấn Độ Dương thuộc Anh). |                                                   |                                                   | |
| 20 | Ai Cập                                            | 1964                                              | |
| 210 | chưa được gán                                     |                                                   | Năm 1964 đã có kế hoạch đánh số tích số tích hợp cho vùng Maghreb, bao gồm: Ma Rốc, Algeria, Tunisia, Libya. Các quốc gia này đều sử dụng chung một mã quốc gia duy nhất là mã 21. Từ năm 1972, các quốc gia trên được chỉ định các mã quốc gia riêng (các mã được in đậm là các mã được sử dụng cho đến ngày nay): - Ma Rốc được chỉ định mã 210, 211, 212 - Algeria được chỉ định mã 213, 214, 215 - Tunisia được chỉ định mã 216, 217 - Libya được chỉ định mã 218, 219 |
| 211 | Nam Sudan                                         | 2011                                              | Năm 1964 đã có kế hoạch đánh số tích số tích hợp cho vùng Maghreb, bao gồm: Ma Rốc, Algeria, Tunisia, Libya. Các quốc gia này đều sử dụng chung một mã quốc gia duy nhất là mã 21. Từ năm 1972, các quốc gia trên được chỉ định các mã quốc gia riêng (các mã được in đậm là các mã được sử dụng cho đến ngày nay): - Ma Rốc được chỉ định mã 210, 211, 212 - Algeria được chỉ định mã 213, 214, 215 - Tunisia được chỉ định mã 216, 217 - Libya được chỉ định mã 218, 219 |
| 212 | Ma Rốc                                            | 1972                                              | Năm 1964 đã có kế hoạch đánh số tích số tích hợp cho vùng Maghreb, bao gồm: Ma Rốc, Algeria, Tunisia, Libya. Các quốc gia này đều sử dụng chung một mã quốc gia duy nhất là mã 21. Từ năm 1972, các quốc gia trên được chỉ định các mã quốc gia riêng (các mã được in đậm là các mã được sử dụng cho đến ngày nay): - Ma Rốc được chỉ định mã 210, 211, 212 - Algeria được chỉ định mã 213, 214, 215 - Tunisia được chỉ định mã 216, 217 - Libya được chỉ định mã 218, 219 |
| 213 | Algeria                                           | 1972                                              | Năm 1964 đã có kế hoạch đánh số tích số tích hợp cho vùng Maghreb, bao gồm: Ma Rốc, Algeria, Tunisia, Libya. Các quốc gia này đều sử dụng chung một mã quốc gia duy nhất là mã 21. Từ năm 1972, các quốc gia trên được chỉ định các mã quốc gia riêng (các mã được in đậm là các mã được sử dụng cho đến ngày nay): - Ma Rốc được chỉ định mã 210, 211, 212 - Algeria được chỉ định mã 213, 214, 215 - Tunisia được chỉ định mã 216, 217 - Libya được chỉ định mã 218, 219 |
| 214 | chưa được gán                                     |                                                   | Năm 1964 đã có kế hoạch đánh số tích số tích hợp cho vùng Maghreb, bao gồm: Ma Rốc, Algeria, Tunisia, Libya. Các quốc gia này đều sử dụng chung một mã quốc gia duy nhất là mã 21. Từ năm 1972, các quốc gia trên được chỉ định các mã quốc gia riêng (các mã được in đậm là các mã được sử dụng cho đến ngày nay): - Ma Rốc được chỉ định mã 210, 211, 212 - Algeria được chỉ định mã 213, 214, 215 - Tunisia được chỉ định mã 216, 217 - Libya được chỉ định mã 218, 219 |
| 215 | chưa được gán                                     |                                                   | Năm 1964 đã có kế hoạch đánh số tích số tích hợp cho vùng Maghreb, bao gồm: Ma Rốc, Algeria, Tunisia, Libya. Các quốc gia này đều sử dụng chung một mã quốc gia duy nhất là mã 21. Từ năm 1972, các quốc gia trên được chỉ định các mã quốc gia riêng (các mã được in đậm là các mã được sử dụng cho đến ngày nay): - Ma Rốc được chỉ định mã 210, 211, 212 - Algeria được chỉ định mã 213, 214, 215 - Tunisia được chỉ định mã 216, 217 - Libya được chỉ định mã 218, 219 |
| 216 | Tunisia                                           | 1972                                              | Năm 1964 đã có kế hoạch đánh số tích số tích hợp cho vùng Maghreb, bao gồm: Ma Rốc, Algeria, Tunisia, Libya. Các quốc gia này đều sử dụng chung một mã quốc gia duy nhất là mã 21. Từ năm 1972, các quốc gia trên được chỉ định các mã quốc gia riêng (các mã được in đậm là các mã được sử dụng cho đến ngày nay): - Ma Rốc được chỉ định mã 210, 211, 212 - Algeria được chỉ định mã 213, 214, 215 - Tunisia được chỉ định mã 216, 217 - Libya được chỉ định mã 218, 219 |
| 217 | chưa được gán                                     |                                                   | Năm 1964 đã có kế hoạch đánh số tích số tích hợp cho vùng Maghreb, bao gồm: Ma Rốc, Algeria, Tunisia, Libya. Các quốc gia này đều sử dụng chung một mã quốc gia duy nhất là mã 21. Từ năm 1972, các quốc gia trên được chỉ định các mã quốc gia riêng (các mã được in đậm là các mã được sử dụng cho đến ngày nay): - Ma Rốc được chỉ định mã 210, 211, 212 - Algeria được chỉ định mã 213, 214, 215 - Tunisia được chỉ định mã 216, 217 - Libya được chỉ định mã 218, 219 |
| 218 | Libya                                             | 1972                                              | Năm 1964 đã có kế hoạch đánh số tích số tích hợp cho vùng Maghreb, bao gồm: Ma Rốc, Algeria, Tunisia, Libya. Các quốc gia này đều sử dụng chung một mã quốc gia duy nhất là mã 21. Từ năm 1972, các quốc gia trên được chỉ định các mã quốc gia riêng (các mã được in đậm là các mã được sử dụng cho đến ngày nay): - Ma Rốc được chỉ định mã 210, 211, 212 - Algeria được chỉ định mã 213, 214, 215 - Tunisia được chỉ định mã 216, 217 - Libya được chỉ định mã 218, 219 |
| 219 | chưa được gán                                     |                                                   | Năm 1964 đã có kế hoạch đánh số tích số tích hợp cho vùng Maghreb, bao gồm: Ma Rốc, Algeria, Tunisia, Libya. Các quốc gia này đều sử dụng chung một mã quốc gia duy nhất là mã 21. Từ năm 1972, các quốc gia trên được chỉ định các mã quốc gia riêng (các mã được in đậm là các mã được sử dụng cho đến ngày nay): - Ma Rốc được chỉ định mã 210, 211, 212 - Algeria được chỉ định mã 213, 214, 215 - Tunisia được chỉ định mã 216, 217 - Libya được chỉ định mã 218, 219 |
| 220 | Gambia                                            | 1964                                              | |
| 221 | Sénégal                                           | 1964                                              | |
| 222 | Mauritanie                                        | 1964                                              | |
| 223 | Mali                                              | 1964                                              | |
| 224 | Guinée                                            | 1964                                              | |
| 225 | Bờ Biển Ngà                                       | 1964                                              | |
| 226 | Burkina Faso                                      | 1964                                              | |
| 227 | Niger                                             | 1964                                              | |
| 228 | Togo                                              | 1964                                              | |
| 229 | Bénin                                             | 1964                                              | |
| 230 | Mauritius                                         | 1970 - 1985?                                      | |
| 231 | Liberia                                           | 1964                                              | |
| 232 | Sierra Leone                                      | 1964                                              | |
| 233 | Ghana                                             | 1964                                              | |
| 234 | Nigeria                                           | 1964                                              | |
| 235 | Tchad                                             | 1964                                              | |
| 236 | Cộng hòa Trung Phi                                | 1964                                              | |
| 237 | Cameroon                                          | 1964                                              | |
| 238 | Cabo Verde                                        | 1964                                              | |
| 239 | São Tomé và Príncipe                              | 1964                                              | |
| 240 | Guinea Xích Đạo                                   | 1968                                              | |
| 241 | Gabon                                             | 1964                                              | |
| 242 | Cộng hòa Congo                                    | 1964                                              | |
| 243 | Cộng hòa Dân chủ Congo                            | 1964                                              | |
| 244 | Angola                                            | 1964                                              | |
| 245 | Guiné-Bissau                                      | 1964                                              | |
| 246 | Lãnh thổ Ấn Độ Dương thuộc Anh                    | 1984                                              | |
| 247 | Đảo Ascension                                     | 1984 - 1987?                                      | |
| 248 | Seychelles                                        | 1976                                              | |
| 249 | Sudan                                             | 1964                                              | |
| 250 | Rwanda                                            | 1964                                              | |
| 251 | Ethiopia                                          | 1964                                              | |
| 252 | Somalia                                           | 1964                                              | |
| 253 | Djibouti                                          | 1964                                              | |
| 254 | Kenya                                             | 1964                                              | |
| 255 | Tanzania                                          | 1964                                              | |
| 256 | Uganda                                            | 1964                                              | |
| 257 | Burundi                                           | 1964                                              | |
| 258 | Mozambique                                        | 1964                                              | |
| 259 | chưa được gán                                     | 1968                                              | Vốn được dành riêng cho Zanzibar, nhưng chưa bao giờ được sử dụng. Hiện tại vùng lãnh thổ này đang sử dụng chung mã quốc gia 255 của Tanzania. |
| 260 | Zambia                                            | 1964                                              | |
| 261 | Madagascar                                        | 1964                                              | |
| 262 | Réunion - Mayotte                                 | 1964                                              | Các tỉnh hải ngoại của Pháp. |
| 263 | Zimbabwe                                          | 1964                                              | |
| 264 | Namibia                                           | 1964                                              | |
| 265 | Malawi                                            | 1964                                              | |
| 266 | Lesotho                                           | 1964                                              | |
| 267 | Botswana                                          | 1964                                              | |
| 268 | Eswatini                                          | 1964                                              | |
| 269 | Comoros                                           | 1964                                              | Trước năm 2007 bao gồm cả Mayotte. |
| 27 | Nam Phi                                           | 1964                                              | |
| 28x | chưa được gán                                     |                                                   | Dành riêng cho việc mở rộng mã quốc gia. |
| 290 | Saint Helena - Tristan da Cunha                   | 1980 - 1985?                                      | |
| 291 | Eritrea                                           | 1993                                              | |
| 292 | chưa được gán                                     |                                                   | |
| 293 | chưa được gán                                     |                                                   | |
| 294 | chưa được gán                                     |                                                   | |
| 295 | chưa được gán                                     | 1985?                                             | Vốn được dành cho San Marino (thuộc Châu Âu), nhưng sau đó sử dụng mã quốc gia 378. |
| 296 | chưa được gán                                     | 1985?                                             | Vốn được dành cho Trinidad và Tobago (thuộc Châu Mỹ), sau đó bị xoá. |
| 297 | Aruba                                             | 1986?                                             | |
| 298 | Quần đảo Faroe                                    | 1984                                              | |
| 299 | Greenland                                         | 1984                                              | |
| Vùng 3-4: Châu Âu |                                                   |                                                   | |
| |                                                   |                                                   | |
| 30 | Hy Lạp                                            | 1964                                              | |
| 31 | Hà Lan                                            | 1964                                              | |
| 32 | Bỉ                                                | 1964                                              | |
| 33 | Pháp                                              | 1964                                              | |
| 34 | Tây Ban Nha                                       | 1964                                              | |
| 350 | Gibraltar                                         | 1964                                              | |
| 351 | Bồ Đào Nha                                        | 1964                                              | |
| 352 | Luxembourg                                        | 1964                                              | |
| 353 | Cộng hòa Ireland                                  | 1964                                              | |
| 354 | Iceland                                           | 1964                                              | |
| 355 | Albania                                           | 1968                                              | Giai đoạn 1964 - 1968 được chỉ định mã quốc gia 405. |
| 356 | Malta                                             | 1964                                              | |
| 357 | Cộng hòa Síp                                      | 1964                                              | Bao gồm cả căn cứ quân sự Akrotiri và Dhekelia (thuộc Vương quốc Anh). |
| 358 | Phần Lan                                          | 1968                                              | Trong giai đoạn 1964 - 1968 Phần Lan được chỉ định mã quốc gia 401. |
| 359 | Bulgaria                                          | 1968                                              | Trong giai đoạn 1964 - 1968 Bulgaria được chỉ định mã quốc gia 403. |
| 36 | Hungary                                           | 1968                                              | Trong giai đoạn 1964 - 1968 Hungary được chỉ định mã quốc gia 402, trong khi mã quốc gia 36 được chỉ định cho Thổ Nhĩ Kỳ. |
| 370 | Litva                                             | 1993                                              | Mã quốc gia 37 ban đầu được gán cho Cộng hòa Dân chủ Đức từ năm 1966. Từ năm 1991 mã 37 bị xóa do nước này sáp nhập vào Cộng hòa Liên bang Đức (sử dụng mã quốc gia 49), sau đó mã này được phân bổ lại cho các quốc gia mới tách khỏi Liên Xô từ năm 1991 và các quốc gia nhỏ ở Châu Âu. |
| 371 | Latvia                                            | 1993                                              | Mã quốc gia 37 ban đầu được gán cho Cộng hòa Dân chủ Đức từ năm 1966. Từ năm 1991 mã 37 bị xóa do nước này sáp nhập vào Cộng hòa Liên bang Đức (sử dụng mã quốc gia 49), sau đó mã này được phân bổ lại cho các quốc gia mới tách khỏi Liên Xô từ năm 1991 và các quốc gia nhỏ ở Châu Âu. |
| 372 | Estonia                                           | 1993                                              | Mã quốc gia 37 ban đầu được gán cho Cộng hòa Dân chủ Đức từ năm 1966. Từ năm 1991 mã 37 bị xóa do nước này sáp nhập vào Cộng hòa Liên bang Đức (sử dụng mã quốc gia 49), sau đó mã này được phân bổ lại cho các quốc gia mới tách khỏi Liên Xô từ năm 1991 và các quốc gia nhỏ ở Châu Âu. |
| 373 | Moldova                                           | 1993                                              | Mã quốc gia 37 ban đầu được gán cho Cộng hòa Dân chủ Đức từ năm 1966. Từ năm 1991 mã 37 bị xóa do nước này sáp nhập vào Cộng hòa Liên bang Đức (sử dụng mã quốc gia 49), sau đó mã này được phân bổ lại cho các quốc gia mới tách khỏi Liên Xô từ năm 1991 và các quốc gia nhỏ ở Châu Âu. |
| 374 | Armenia                                           | 1993                                              | Mã quốc gia 37 ban đầu được gán cho Cộng hòa Dân chủ Đức từ năm 1966. Từ năm 1991 mã 37 bị xóa do nước này sáp nhập vào Cộng hòa Liên bang Đức (sử dụng mã quốc gia 49), sau đó mã này được phân bổ lại cho các quốc gia mới tách khỏi Liên Xô từ năm 1991 và các quốc gia nhỏ ở Châu Âu. |
| 375 | Belarus                                           | 1995                                              | Mã quốc gia 37 ban đầu được gán cho Cộng hòa Dân chủ Đức từ năm 1966. Từ năm 1991 mã 37 bị xóa do nước này sáp nhập vào Cộng hòa Liên bang Đức (sử dụng mã quốc gia 49), sau đó mã này được phân bổ lại cho các quốc gia mới tách khỏi Liên Xô từ năm 1991 và các quốc gia nhỏ ở Châu Âu. |
| 376 | Andorra                                           | 1994                                              | Trước năm 1994 từ nước ngoài có thể gọi đến Andorra thông qua Pháp và Tây Ban Nha. |
| 377 | Monaco                                            | 1996                                              | Trước năm 1996 từ nước ngoài có thể gọi đến Monaco thông qua Pháp. |
| 378 | San Marino                                        | 1996                                              | Có thể gọi từ nước ngoài thông qua mã 39 549 của Ý. Trước đây được chỉ định mã quốc gia 295 nhưng chưa bao giờ sử dụng. |
| 379 | Thành Vatican                                     | ?                                                 | Được chỉ định nhưng chưa bao giờ được sử dụng trên thực tế. Có thể gọi từ nước ngoài thông qua mã 39 06698 của Ý. |
| 380 | Ukraina                                           | 1995                                              | Tách khỏi Liên Xô năm 1991. |
| 381 | Serbia                                            | 1993                                              | Mã quốc gia 38 ban đầu được gán cho Nam Tư từ năm 1964. Từ năm 1992 mã này bị xóa do Liên bang Nam Tư tan rã, sau đó được phân bổ lại cho các quốc gia mới độc lập khỏi Nam Tư và các quốc gia mới độc lập khác như Ukraina, Montenegro, Kosovo. |
| 382 | Montenegro                                        | 2007                                              | Thuộc Nam Tư trước đây. Trước năm 2007 sử dụng chung mã quốc gia 381 của Serbia. |
| 383 | Kosovo                                            | 2015                                              | Serbia tuyên bố chủ quyền đối với Kosovo (tuyên bố độc lập năm 2008), song nước này vẫn được s mã quốc gia riêng. |
| 384 | chưa được gán                                     |                                                   | Thuộc Nam Tư trước đây. Xem ghi chú mã 381. |
| 385 | Croatia                                           | 1993                                              | Thuộc Nam Tư trước đây. Xem ghi chú mã 381. |
| 386 | Slovenia                                          | 1993                                              | Thuộc Nam Tư trước đây. Xem ghi chú mã 381. |
| 387 | Bosnia và Herzegovina                             | 1993                                              | Thuộc Nam Tư trước đây. Xem ghi chú mã 381. |
| 388 | chưa được gán                                     | ?                                                 | Trước đây được chỉ định cho Không gian đánh số điện thoại châu Âu (ETSN). Từ năm 2008 mã này bị bãi bỏ. Hiện đang được Liên minh Viễn thông Quốc tế (ITU) liệt kê là "Nhóm các quốc gia, mã chung". |
| 389 | Bắc Macedonia                                     | 1993                                              | Thuộc Nam Tư trước đây. Xem ghi chú mã 381. |
| 39 | Ý                                                 | 1964                                              | Có thể gọi đến San Marino, Thành Vatican từ nước ngoài thông qua mã quốc gia của Ý. |
| 40 | România                                           | 1968                                              | Trong giai đoạn 1964 - 1968 România được chỉ định mã quốc gia 404. |
| 41 | Thụy Sĩ                                           | 1964                                              | |
| 420 | Cộng hòa Séc                                      | 1997                                              | Mã quốc gia 42 ban đầu được gán cho Tiệp Khắc từ năm 1964. Từ năm 1992 mã này bị xóa do Liên bang Tiệp Khắc bị giải thể, tách thành 2 quốc gia độc lập là Cộng hòa Séc và Slovakia. |
| 421 | Slovakia                                          | 1997                                              | Mã quốc gia 42 ban đầu được gán cho Tiệp Khắc từ năm 1964. Từ năm 1992 mã này bị xóa do Liên bang Tiệp Khắc bị giải thể, tách thành 2 quốc gia độc lập là Cộng hòa Séc và Slovakia. |
| 422 | chưa được gán                                     |                                                   | Mã quốc gia 42 ban đầu được gán cho Tiệp Khắc từ năm 1964. Từ năm 1992 mã này bị xóa do Liên bang Tiệp Khắc bị giải thể, tách thành 2 quốc gia độc lập là Cộng hòa Séc và Slovakia. |
| 423 | Liechtenstein                                     | 1999                                              | Trước năm 1999 quốc gia này nằm trong kế hoạch đánh số của Thụy Sĩ. |
| 424 | chưa được gán                                     |                                                   | Xem ghi chú mã 420. |
| 425 | chưa được gán                                     |                                                   | Xem ghi chú mã 420. |
| 426 | chưa được gán                                     |                                                   | Xem ghi chú mã 420. |
| 427 | chưa được gán                                     |                                                   | Xem ghi chú mã 420. |
| 428 | chưa được gán                                     |                                                   | Xem ghi chú mã 420. |
| 429 | chưa được gán                                     |                                                   | Xem ghi chú mã 420. |
| 43 | Áo                                                | 1964                                              | |
| 44 | Vương quốc Liên hiệp Anh và Bắc Ireland           | 1964                                              | Bao gồm cả các lãnh thổ lãnh thổ phụ thuộc của Hoàng gia Anh (không thuộc chủ quyền của Vương quốc Anh): Guernsey, Jersey, Đảo Man. |
| 45 | Đan Mạch                                          | 1964                                              | |
| 46 | Thụy Điển                                         | 1964                                              | |
| 47 | Na Uy                                             | 1964                                              | |
| 48 | Ba Lan                                            | 1964                                              | |
| 49 | Đức                                               | 1964                                              | |
| Vùng 5: Châu Mỹ ngoài NANP |                                                   |                                                   | |
| 500 | Quần đảo Falkland                                 | 1984                                              | Gồm cả Nam Georgia và Quần đảo Nam Sandwich. Cả 2 đều là Lãnh thổ hải ngoại thuộc Anh. Ban đầu được gán cho Guatemala (từ năm 1968) |
| 501 | Belize                                            | 1972                                              | |
| 502 | Guatemala                                         | 1972                                              | |
| 503 | El Salvador                                       | 1972                                              | |
| 504 | Honduras                                          | 1972                                              | |
| 505 | Nicaragua                                         | 1972                                              | |
| 506 | Costa Rica                                        | 1972                                              | |
| 507 | Panama                                            | 1972                                              | |
| 508 | Saint-Pierre và Miquelon                          | 1984                                              | |
| 509 | Haiti                                             | 1976                                              | |
| 51 | Peru                                              | 1972                                              | Trong giai đoạn 1964 - 1972 Peru được chỉ định mã quốc gia 596. |
| 52 | México                                            | 1968                                              | Trước đây là thành viên của NANP, tức là México cũng từng sử dụng mã quốc gia 1. |
| 53 | Cuba                                              | 1964                                              | |
| 54 | Argentina                                         | 1964                                              | |
| 55 | Brazil                                            | 1964                                              | |
| 56 | Chile                                             | 1964                                              | |
| 57 | Colombia                                          | 1964                                              | |
| 58 | Venezuela                                         | 1964                                              | |
| 590 | Guadeloupe                                        | 1976                                              | Tỉnh hải ngoại của Pháp. Bao gồm cả Saint-Barthélemy và Saint-Martin (cả 2 đều là cộng đồng hải ngoại của Pháp, tách khỏi Guadeloupe từ năm 2007). |
| 591 | Bolivia                                           | 1964                                              | |
| 592 | Guyana                                            | 1964                                              | |
| 593 | Ecuador                                           | 1964                                              | |
| 594 | Guyane thuộc Pháp                                 | 1964                                              | |
| 595 | Paraguay                                          | 1964                                              | |
| 596 | Martinique                                        | 1976                                              | Ban đầu được gán cho Peru (từ năm 1964). |
| 597 | Suriname                                          | 1964                                              | |
| 598 | Uruguay                                           | 1964                                              | |
| 599 | Curaçao và các đảo Caribe thuộc Hà Lan            | 1968                                              | Ban đầu được gán Antille thuộc Hà Lan (quốc gia cấu thành của Vương quốc Hà Lan). Do quốc gia này đã giải thể từ năm 2010, các thực thể kế thừa tiếp tục sử mã quốc gia 599 (riêng Sint Maarten đã gia nhập NANP từ năm 2011, sử dụng mã quốc gia 1 721). |
| |                                                   |                                                   | |

### Vùng 6: Đông Nam Á và Châu Đại Dương
- 60 -  Malaysia
- 61 -  Úc
- 62 -  Indonesia
- 63 -  Philippines
- 64 -  New Zealand
- 65 -  Singapore
- 66 -  Thái Lan
- 670 -  Đông Timor
- 671 - chưa được gán (trước đây được gán cho  Guam, hiện đã được đưa vào NANP)
- 672 - Lãnh thổ bên ngoài Úc
- 673 -  Brunei
- 674 -  Nauru
- 675 -  Papua New Guinea
- 676 -  Tonga
- 677 -  Quần đảo Solomon
- 678 -  Vanuatu
- 679 -  Fiji
- 680 -  Palau
- 681 -  Wallis và Futuna
- 682 -  Quần đảo Cook
- 683 -  Niue
- 684 - chưa được gán (trước đây được gán cho  Samoa thuộc Mỹ, hiện đã được đưa vào NANP)
- 685 -  Samoa
- 686 -  Kiribati
- 687 -  Nouvelle-Calédonie
- 688 -  Tuvalu
- 689 -  Polynésie thuộc Pháp
- 690 -  Tokelau
- 691 -  Liên bang Micronesia
- 692 -  Quần đảo Marshall
- 693 - chưa được gán
- 694 - chưa được gán
- 695 - chưa được gán
- 696 - chưa được gán
- 697 - chưa được gán
- 698 - chưa được gán
- 699 - chưa được gán

### Vùng 8: Đông Á và các dịch vụ đặc biệt
- 800 - Dịch vụ điện thoại miễn phí quốc tế toàn cầu
- 801 - chưa được gán
- 802 - chưa được gán
- 803 - chưa được gán
- 804 - chưa được gán
- 805 - chưa được gán
- 806 - chưa được gán
- 807 - chưa được gán
- 808 - Dịch vụ chia sẻ chi phí quốc tế toàn cầu
- 809 - chưa được gán
- 81 -  Nhật Bản
- 82 -  Hàn Quốc
- 83x - chưa được gán (dành riêng cho việc mở rộng mã quốc gia)
- 84 -  Việt Nam
- 850 -  Cộng hòa Dân chủ Nhân dân Triều Tiên
- 851 - chưa được gán
- 852 -  Hồng Kông
- 853 -  Ma Cao
- 854 - chưa được gán
- 855 -  Campuchia
- 856 -  Lào
- 857 - chưa được gán
- 858 - chưa được gán
- 859 - chưa được gán
- 86 -  Trung Quốc
- 870 - Dịch vụ SNAC Inmarsat
- 871 - chưa được gán
- 872 - chưa được gán
- 873 - chưa được gán
- 874 - chưa được gán
- 875 - chưa được gán
- 876 - chưa được gán
- 877 - chưa được gán
- 878 - Dịch vụ viễn thông cá nhân toàn cầu
- 879 - chưa được gán
- 880 -  Bangladesh
- 881 - Hệ thống vệ tinh di động toàn cầu
- 882 - Mạng quốc tế
- 883 - Mạng quốc tế
- 884 - chưa được gán
- 885 - chưa được gán
- 886 -  Đài Loan
- 887 - chưa được gán
- 888 - chưa được gán
- 889 - chưa được gán
- 89x - chưa được gán (dành riêng cho việc mở rộng mã quốc gia)

## Mã điện thoại theo quốc gia
| Quốc gia, Lãnh thổ hoặc Dịch vụ             | Mã gọi                  |
| ------------------------------------------- | ----------------------- |
| Abkhazia                                    | +7 840, +7 940, +995 44 |
| Afghanistan                                 | +93                     |
| Quần đảo Åland                              | +358                    |
| Albania                                     | +355                    |
| Algérie                                     | +213                    |
| Samoa thuộc Mỹ                              | +1 684                  |
| Andorra                                     | +376                    |
| Angola                                      | +244                    |
| Anguilla                                    | +1 264                  |
| Antigua và Barbuda                          | +1 268                  |
| Argentina                                   | +54                     |
| Armenia                                     | +374                    |
| Aruba                                       | +297                    |
| Đảo Ascension                               | +247                    |
| Úc                                          | +61                     |
| Lãnh thổ bên ngoài của Úc                   | +672                    |
| Áo                                          | +43                     |
| Azerbaijan                                  | +994                    |
| Bahamas                                     | +1 242                  |
| Bahrain                                     | +973                    |
| Bangladesh                                  | +880                    |
| Barbados                                    | +1 246                  |
| Barbuda                                     | +1 268                  |
| Belarus                                     | +375                    |
| Bỉ                                          | +32                     |
| Belize                                      | +501                    |
| Bénin                                       | +229                    |
| Bermuda                                     | +1 441                  |
| Bhutan                                      | +975                    |
| Bolivia                                     | +591                    |
| Bonaire                                     | +599 7                  |
| Bosna và Hercegovina                        | +387                    |
| Botswana                                    | +267                    |
| Brasil                                      | +55                     |
| Lãnh thổ Ấn Độ Dương thuộc Anh              | +246                    |
| Quần đảo Virgin thuộc Anh                   | +1 284                  |
| Brunei                                      | +673                    |
| Bulgaria                                    | +359                    |
| Burkina Faso                                | +226                    |
| Myanmar                                     | +95                     |
| Burundi                                     | +257                    |
| Campuchia                                   | +855                    |
| Cameroon                                    | +237                    |
| Canada                                      | +1                      |
| Cape Verde                                  | +238                    |
| Caribe thuộc Hà Lan                         | +599 3, +599 4, +599 7  |
| Quần đảo Cayman                             | +1 345                  |
| Cộng hòa Trung Phi                          | +236                    |
| Chad                                        | +235                    |
| Đảo Chatham, New Zealand                    | +64                     |
| Chile                                       | +56                     |
| Trung Quốc                                  | +86                     |
| Đảo Giáng Sinh                              | +61                     |
| Quần đảo Cocos (Keeling)                    | +61                     |
| Colombia                                    | +57                     |
| Comoros                                     | +269                    |
| Cộng hòa Congo                              | +242                    |
| Cộng hòa Dân chủ Congo                      | +243                    |
| Quần đảo Cook                               | +682                    |
| Costa Rica                                  | +506                    |
| Bờ Biển Ngà                                 | +225                    |
| Croatia                                     | +385                    |
| Cuba                                        | +53                     |
| Vịnh Guantánamo, Cuba                       | +53 99                  |
| Curaçao                                     | +599 9                  |
| Cộng hòa Síp                                | +357                    |
| Cộng hòa Séc                                | +420                    |
| Đan Mạch                                    | +45                     |
| Diego Garcia                                | +246                    |
| Djibouti                                    | +253                    |
| Dominica                                    | +1 767                  |
| Cộng hòa Dominica                           | +1 809, +1 829, +1 849  |
| Đông Timor                                  | +670                    |
| Đảo Phục Sinh                               | +56                     |
| Ecuador                                     | +593                    |
| Ai Cập                                      | +20                     |
| El Salvador                                 | +503                    |
| Ellipso (Dịch vụ di động vệ tinh)           | +881 2, +881 3          |
| EMSAT (Dịch vụ di động vệ tinh)             | +882 13                 |
| Guinea Xích Đạo                             | +240                    |
| Eritrea                                     | +291                    |
| Estonia                                     | +372                    |
| Eswatini                                    | +268                    |
| Ethiopia                                    | +251                    |
| Quần đảo Falkland                           | +500                    |
| Quần đảo Faroe                              | +298                    |
| Fiji                                        | +679                    |
| Phần Lan                                    | +358                    |
| Pháp                                        | +33                     |
| Antilles thuộc Pháp                         | +596                    |
| Guyane thuộc Pháp                           | +594                    |
| Polynésie thuộc Pháp                        | +689                    |
| Gabon                                       | +241                    |
| Gambia                                      | +220                    |
| Georgia                                     | +995                    |
| Đức                                         | +49                     |
| Ghana                                       | +233                    |
| Gibraltar                                   | +350                    |
| Global Mobile Satellite System (GMSS)       | +881                    |
| Globalstar (Antilles thuộc Pháp)            | +881 8, +881 9          |
| Hy Lạp                                      | +30                     |
| Greenland                                   | +299                    |
| Grenada                                     | +1 473                  |
| Guadeloupe                                  | +590                    |
| Guam                                        | +1 671                  |
| Guatemala                                   | +502                    |
| Guernsey                                    | +44                     |
| Guinea                                      | +224                    |
| Guiné-Bissau                                | +245                    |
| Guyana                                      | +592                    |
| Haiti                                       | +509                    |
| Honduras                                    | +504                    |
| Hồng Kông                                   | +852                    |
| Hungary                                     | +36                     |
| Iceland                                     | +354                    |
| ICO Global (Antilles thuộc Pháp)            | +881 0, +881 1          |
| Ấn Độ                                       | +91                     |
| Indonesia                                   | +62                     |
| Inmarsat SNAC                               | +870                    |
| International Freephone Service             | +800                    |
| International Shared Cost Service (ISCS)    | +808                    |
| Iran                                        | +98                     |
| Iraq                                        | +964                    |
| Ireland                                     | +353                    |
| Iridium (Mobile Satellite service)          | +881 6, +881 7          |
| Đảo Man                                     | +44                     |
| Israel                                      | +972                    |
| Ý                                           | +39                     |
| Jamaica                                     | +1 876                  |
| Jan Mayen                                   | +47 79                  |
| Nhật Bản                                    | +81                     |
| Jersey                                      | +44                     |
| Jordan                                      | +962                    |
| Kazakhstan                                  | +7 6, +7 7              |
| Kenya                                       | +254                    |
| Kiribati                                    | +686                    |
| CHDCND Triều Tiên                           | +850                    |
| Hàn Quốc                                    | +82                     |
| Kuwait                                      | +965                    |
| Kyrgyzstan                                  | +996                    |
| Lào                                         | +856                    |
| Latvia                                      | +371                    |
| Liban                                       | +961                    |
| Lesotho                                     | +266                    |
| Liberia                                     | +231                    |
| Libya                                       | +218                    |
| Liechtenstein                               | +423                    |
| Litva                                       | +370                    |
| Luxembourg                                  | +352                    |
| Ma Cao                                      | +853                    |
| Macedonia                                   | +389                    |
| Madagascar                                  | +261                    |
| Malawi                                      | +265                    |
| Malaysia                                    | +60                     |
| Maldives                                    | +960                    |
| Mali                                        | +223                    |
| Malta                                       | +356                    |
| Quần đảo Marshall                           | +692                    |
| Martinique                                  | +596                    |
| Mauritanie                                  | +222                    |
| Mauritius                                   | +230                    |
| Mayotte                                     | +262                    |
| México                                      | +52                     |
| Liên bang Micronesia                        | +691                    |
| Đảo Midway, Mỹ                              | +1 808                  |
| Moldova                                     | +373                    |
| Monaco                                      | +377                    |
| Mông Cổ                                     | +976                    |
| Montenegro                                  | +382                    |
| Montserrat                                  | +1 664                  |
| Maroc                                       | +212                    |
| Mozambique                                  | +258                    |
| Namibia                                     | +264                    |
| Nauru                                       | +674                    |
| Nepal                                       | +977                    |
| Hà Lan                                      | +31                     |
| Nevis                                       | +1 869                  |
| New Caledonia                               | +687                    |
| New Zealand                                 | +64                     |
| Nicaragua                                   | +505                    |
| Niger                                       | +227                    |
| Nigeria                                     | +234                    |
| Niue                                        | +683                    |
| Đảo Norfolk                                 | +672                    |
| Quần đảo Bắc Mariana                        | +1 670                  |
| Na Uy                                       | +47                     |
| Oman                                        | +968                    |
| Pakistan                                    | +92                     |
| Palau                                       | +680                    |
| Nhà nước Palestine                          | +970                    |
| Panama                                      | +507                    |
| Papua New Guinea                            | +675                    |
| Paraguay                                    | +595                    |
| Peru                                        | +51                     |
| Philippines                                 | +63                     |
| Quần đảo Pitcairn                           | +64                     |
| Ba Lan                                      | +48                     |
| Bồ Đào Nha                                  | +351                    |
| Puerto Rico                                 | +1 787, +1 939          |
| Qatar                                       | +974                    |
| Réunion                                     | +262                    |
| România                                     | +40                     |
| Nga                                         | +7                      |
| Rwanda                                      | +250                    |
| Saba                                        | +599 4                  |
| Saint-Barthélemy                            | +590                    |
| Saint Helena                                | +290                    |
| Saint Kitts và Nevis                        | +1 869                  |
| Saint Lucia                                 | +1 758                  |
| Saint Martin (Pháp)                         | +590                    |
| Saint-Pierre và Miquelon                    | +508                    |
| Saint Vincent và Grenadines                 | +1 784                  |
| Samoa                                       | +685                    |
| San Marino                                  | +378                    |
| São Tomé và Príncipe                        | +239                    |
| Ả Rập Xê Út                                 | +966                    |
| Senegal                                     | +221                    |
| Serbia                                      | +381                    |
| Seychelles                                  | +248                    |
| Sierra Leone                                | +232                    |
| Singapore                                   | +65                     |
| Sint Eustatius                              | +599 3                  |
| Sint Maarten (Hà Lan)                       | +1 721                  |
| Slovakia                                    | +421                    |
| Slovenia                                    | +386                    |
| Quần đảo Solomon                            | +677                    |
| Somalia                                     | +252                    |
| Nam Phi                                     | +27                     |
| Nam Georgia và Quần đảo Nam Sandwich        | +500                    |
| Nam Ossetia                                 | +995 34                 |
| Nam Sudan                                   | +211                    |
| Tây Ban Nha                                 | +34                     |
| Sri Lanka                                   | +94                     |
| Sudan                                       | +249                    |
| Suriname                                    | +597                    |
| Svalbard                                    | +47 79                  |
| Thụy Điển                                   | +46                     |
| Thụy Sĩ                                     | +41                     |
| Syria                                       | +963                    |
| Đài Loan                                    | +886                    |
| Tajikistan                                  | +992                    |
| Tanzania                                    | +255                    |
| Thái Lan                                    | +66                     |
| Thuraya (Dịch vụ di động vệ tinh)           | +882 16                 |
| Togo                                        | +228                    |
| Tokelau                                     | +690                    |
| Tonga                                       | +676                    |
| Trinidad và Tobago                          | +1 868                  |
| Tristan da Cunha                            | +290 8                  |
| Tunisia                                     | +216                    |
| Thổ Nhĩ Kỳ                                  | +90                     |
| Turkmenistan                                | +993                    |
| Quần đảo Turks và Caicos                    | +1 649                  |
| Tuvalu                                      | +688                    |
| Uganda                                      | +256                    |
| Ukraina                                     | +380                    |
| Các Tiểu vương quốc Ả Rập Thống nhất        | +971                    |
| Vương quốc Anh                              | +44                     |
| Mỹ                                          | +1                      |
| Universal Personal Telecommunications (UPT) | +878                    |
| Uruguay                                     | +598                    |
| Quần đảo Virgin thuộc Mỹ                    | +1 340                  |
| Uzbekistan                                  | +998                    |
| Vanuatu                                     | +678                    |
| Venezuela                                   | +58                     |
| Thành Vatican                               | +39 066, assigned +379  |
| Việt Nam                                    | +84                     |
| Đảo Wake, Mỹ                                | +1 808                  |
| Wallis và Futuna                            | +681                    |
| Yemen                                       | +967                    |
| Zambia                                      | +260                    |
| Zanzibar                                    | +255                    |
| Zimbabwe                                    | +263                    |